# Liste der Stolpersteine in Raunheim
In der Liste der Stolpersteine in Raunheim werden die vorhandenen Gedenksteine aufgeführt, die im Rahmen des Projektes Stolpersteine des Künstlers Gunter Demnig bisher in Raunheim verlegt worden sind.

## Verlegte Stolpersteine
| Adresse                      | Name                | Inschrift                                                                                  | Verlegedatum    | Bild | Anmerkung |
| ---------------------------- | ------------------- | ------------------------------------------------------------------------------------------ | --------------- | ---- | --------- |
| Frankfurter Straße 17 (Lage) | Theodor Schott      | Hier wohnte Theodor Schott Jg. 1879 deportiert 1941 Kaunas ermordet 25.11.1941             | 29. August 2011 |      |           |
| Frankfurter Straße 17 (Lage) | Frieda Schott       | Hier wohnte Frieda Schott Jg. 1881 deportiert 1941 Kaunas ermordet 25.11.1941              | 29. August 2011 |      |           |
| Frankfurter Straße 17 (Lage) | Else Kiritz         | Hier wohnte Else Kiritz Jg. 1911 Flucht 1937 England überlebt                              | 29. August 2011 |      |           |
| Schulstraße 5 (Lage)         | Josef Litmanowitsch | Hier wohnte Josef Litmanowitsch Jg. 1895 gedemütigt/entrechtet Flucht in den Tod 24.3.1938 | 29. August 2011 |      |           |